# Запатріна Ірина Вікторівна
Ірина Вікторівна Запатріна (нар. 4 травня 1957, Харків) — український вчений-економіст.
Доктор економічних наук, професор кафедри фінансів Державного торговельно-економічного університету, провідний науковий співробітник Інституту економіки та прогнозування НАН України, начальник відділу державних фінансів Науково-дослідного фінансового інституту Київського Національного торгово-економічного університету, член двох спеціалізованих рад із захисту докторських дисертацій зі спеціальності «фінанси та кредит».
Лауреат державної премії з науки і техніки 2017 р. за роботу «Інституційна трансформація фінансово-економічної системи України в умовах глобалізації»
Голова правління Українського центру сприяння розвитку публічно-приватного партнерства.
Працювала директором Інституту соціально-економічних стратегій, головним редактором журналу «Теорія і практика управління»

## Освіта
- Московський фізико-технічний інститут, факультет управління та прикладної математики (1980)
- заочна аспірантура при Інституті кібернетики НАН України ім. В. М. Глушкова (1984),
- прикріплення до докторантури Науково-дослідного фінансового інституту при Міністерстві фінансів України (2007).

Володіння мовами: українська, російська, англійська — вільно.

## Трудова діяльність
- 09.1974-06.1980 — студентка Московського фізико-технічного інституту, факультет прикладної математики, Московська область
- 09.1980-05.1992 — інженер, молодший науковий співробітник, науковий співробітник Інституту кібернетики Національної Академії Наук України, м. Київ
- 05.1992-03.1995 — старший науковий співробітник Національного інституту стратегічних досліджень при Президенті України, м. Київ
- 09.1995-12.1995 — національний експерт України, керівник проекту Організації Об'єднаних Націй з промислового розвитку, Відень, Австрія
- 12.1995-09.2005 — експерт, керівник департаментів, директор інформаційно-консультаційних центрів
- 09.2005-06.2007 — заступник директора Науково-дослідного фінансового інституту при Міністерстві фінансів України, м. Київ
- 06.2007-12.2007 — провідний науковий співробітник, Голова Наукової ради Інституту соціально-економічних стратегій, м. Київ
- 12.2007-12.2007 — провідний науковий співробітник ДУ «Інститут економіки та прогнозування» НАН України
- 26.12.2007- 24.03.2010 — заступник Міністра з питань житлово-комунального господарства України. Призначена Розпорядженням Кабінету Міністрів України від 26.12.2007 р. № 1245-р. Звільнена Розпорядженням Кабінету Міністрів України від 24.03.2010 р. № 592-р відповідно до абзацу другого частини другої статті 31 Закону України «Про державну службу».

## Нагороди
- Державна премія України в галузі науки і техніки (2017)[2]